# 396 TCN
396 TCN là một năm trong lịch La Mã.